# جيك بلامر
جيك بلامر (بالإنجليزية: Jake Plummer)‏ (و. 1974  م) هو لاعب كرة قدم أمريكية، من الولايات المتحدة، ولد في بويسي، أيداهو، يلعب كظهير ربعي.

## التعليم
تعلم في Capital High School (Boise, Idaho) ‏.

## روابط خارجية
- جيك بلامر على موقع IMDb (الإنجليزية)
- جيك بلامر على موقع إن إن دي بي (الإنجليزية)
- جيك بلامر على موقع إي إس بي إن.كوم (أن.أف.أل)3
- جيك بلامر على موقع مرجع كرة القدم المحترفة.كوم (الإنجليزية)
- جيك بلامر على موقع كلية كرة القدم في سبورتس رفرنس.كوم (الإنجليزية)